# Морунглав (комуна)
Морунглав (рум. Morunglav) — комуна у повіті Олт в Румунії. До складу комуни входять такі села (дані про населення за 2002 рік):
- Берешть (472 особи)
- Гіошань (301 особа)
- Морунглав (1462 особи)
- Морунешть (347 осіб)
- Пояна-Маре (416 осіб)

Комуна розташована на відстані 157 км на захід від Бухареста, 20 км на захід від Слатіни, 27 км на північний схід від Крайови.

## Населення
За даними перепису населення 2002 року у комуні проживали 2998 осіб, усі — румуни. Усі жителі комуни рідною мовою назвали румунську.
Склад населення комуни за віросповіданням:
| Релігія       | Кількість осіб | Відсоток |
| ------------- | -------------- | -------- |
| православні   | 2995           | 99,9%    |
| адвентисти    | 2              | 0,1%     |
| п'ятдесятники | 1              | < 0,1%   |